# Нараївка (Звягельський район)
Нара́ївка — село в Україні, у Звягельському районі Житомирської області. Населення становить 310 осіб. Входить до складу Ємільчинської селищної громади.

## Географія
У селі бере початок річка Мокришка, права притока Уборті.

## Історія
У 1906 році — село Емільчинської волості Новоград-Волинського повіту Волинської губернії. Відстань від повітового міста 50 верст, від волості 9. Дворів 80, мешканців 479.
Під час сталінських репресій в 30-і роки минулого століття органами НКВС безпідставно було заарештовано та позбавлено волі на різні терміни 8 мешканців села, з яких 3 чол. розстріляно. Нині всі постраждалі від тоталітарного режиму реабілітовані.
У 1923—60 роках — адміністративний центр Нараївської сільської ради Ємільчинського району